# 马格代维克河
马格代维克河（Magaguadavic River；讀作"mack-uh-day-vick"或"mack-uh-day-vee"），又譯馬瓜加拉貢河、馬加瓜拉貢河、馬加瓜阿維奇河或馬加瓜達維克河，是加拿大紐賓士域省東南部的一條有歷史價值的小河，位於首都渥太華以東700公里。這條河的名稱源自當地原住民的語言Maliseet / 帕萨马科迪语，有「鰻魚河」的意思。
在马格代维克河的周邊地區，主要是森林生長。马格代维克河周圍人口稀少，每平方公里只有4名居民。

## 描述
蜿蜒129 km（80 mi）的河流，這一條马格代维克河是省內以長度計第六長的河流。這條河從位於約克郡的马格代维克湖流出，向南流過一個名為圣克洛伊高地的低海岸山脈，然後倒入帕萨马科迪湾，大西洋芬迪湾西部的一个小海湾。
這條河流有103 條支流和55個湖泊，流域面積達1,812 km2（700 sq mi））。

## 途經社區
河流會流經下列從北到南的各個社區：
約克郡
- 托瑪士角（英语：Thomaston Corner, New Brunswick）
- 上布羅克韋（英语：Brockway, New Brunswick）
- 布羅克韋（英语：Brockway, New Brunswick）

夏洛特郡
- Flume Ridge
- Pomeroy-Piskahegan
- Lee Settlement
- Second Falls
- Bonny River
- 聖喬治（英语：St. George, New Brunswick）
- Caithness *
- Mascarene *

* 表示河口部分

## 延伸閱讀
- Craig, C. L. . 1985 （英语）.

## 參看
- 紐賓士域河流列表（英语：List of rivers of New Brunswick）
- 马格代维克湖

## 外部連結
- St. George, New Brunswick
- St. George Power Dam （页面存档备份，存于）